# Monica Potter
Monica Potter, vlastním jménem Monica Gregg Brokaw (* 30. června 1971, Cleveland, Ohio), je americká herečka.

## Biografie
Pochází ze čtyř dcer z katolické rodiny. Herectví se věnuje prakticky již od svého dětství, kdy jako dvanáctiletá začala vystupovat jako modelka i herečka v tištěných i hraných reklamách. V 19 letech se poprvé provdala a měla dvě děti, teprve poté se vydala na plně profesionální hereckou dráhu.
Od poloviny 90. let 20. století vystupuje i ve filmu a v televizi, nejprve začala účinkovat v amerických televizních seriálech. později i v hraných filmech.
První velký zlom v její herecké kariéře přinesl akční snímek Con Air z roku 1997, o rok později v roce 1998 pak hlavní role v romantických filmech Vášeň a zrada a Martha, Frank, Daniel a Laurence, dále také hrála i ve dvou životopisných filmech, ve sportovně laděném snímku Hranice možností i ve filmu z lékařského prostředí Doktor Flastr.
V roce 2001 zaujala i lehká situační romantická komedie Vzhůru nohama nebo kriminální thriller Jako pavouk. V roce 2002 následovala další romantická komedie Chodím s Lucy, v roce 2008 pak film Zvláštní škola. Během let 2010–2015 hrála v seriálu Famílie. Za roli získala cenu Critics' Choice Television Award a nominaci na Zlatý glóbus. V roce 2017 získala jednu z hlavních rolí v seriálu stanice CBS Wisdom of the Crowd.

## Osobní život
Se svým prvním manželem Tomem Potterem má dva syny (1990, 1998), s druhým manželem chirurgem Danielem Christopherem Allisonem má dceru Lucy (2005).

## Filmografie

### Film
| Rok  | Název                            | Role              | Poznámky            |
| ---- | -------------------------------- | ----------------- | ------------------- |
| 1996 | Střelený                         | motorkářova žena  |                     |
| 1997 | Con Air                          | Tricia Poe        |                     |
| 1998 | Vášeň a zrada                    | Kate Durrell      |                     |
| 1998 | Martha, Frank, Daniel a Laurence | Martha            |                     |
| 1998 | Hranice možností                 | Mary Marckx       |                     |
| 1998 | Doktor Flastr                    | Carin Fisher      |                     |
| 1999 | Heaven or Vegas                  | Lilli             |                     |
| 2001 | Vzhůru nohama                    | Amanda Pierce     |                     |
| 2001 | Jako pavouk                      | Jezzie Flannigan  |                     |
| 2002 | Chodím s Lucy                    | Lucy              |                     |
| 2004 | Saw: Hra o přežití               | Alison Gordon     |                     |
| 2008 | Zvláštní škola                   | Laura Buchwald    |                     |
| 2009 | Poslední dům na levo             | Emma Collingwood  |                     |
| 2014 | Lennon or McCartney              | Samu sebe         | dokumentární film   |
| 2014 | Disordered                       | Monica Lynch      | krátkometrážní film |
| 2014 | Truckin'                         | Heather Fairchild | krátkometrážní film |

### Televize
| Rok        | Název                   | Role                  | Poznámky              |
| ---------- | ----------------------- | --------------------- | --------------------- |
| 1993       | Nubeluz                 | Dalina                | pilotní díl           |
| 1994       | Mladí a neklidní        | Sharon Newman         |                       |
| 2003       | The Lunchbox Chronicles | Kate                  | pilotní díl           |
| 2004       | Napravitelné chyby      | Muriel Wynn           | TV film               |
| 2004–2005  | Kauzy z Bostonu         | Lori Colson           | hlavní role, 21 dílů  |
| 2007       | Protect and Serve       | Lizzie Borelli        | pilotní díl           |
| 2009       | Trust Me                | Sarah Krajicek-Hunter | hlavní role, 13 dílů  |
| 2010–2015  | Famílie                 | Kristina Braverman    | hlavní role, 103 dílů |
| 2016       | Welcome Back Potter     | Samu sebe             | 6 dílů                |
| 2017–dosud | Wisdom of the Crowd     | Alex                  | hlavní role           |